# 김설진
김설진(1981년 12월 22일 ~ )은 대한민국의 무용가이자 안무가이다. 2017년 드라마 흑기사에 출연한 이후부터 배우 활동을 이어나가고 있다.

## 학력
- 제주제일중학교 졸업
- 제주공업고등학교(현재의 영주고등학교) 졸업
- 서울예술대학교 무용과 졸업
- 한국예술종합학교 무용원 창작과 전문학사 졸업

## 출연

### 예능
- 2014년 6월 13일 ~ 2014년 8월 15일 댄싱9 시즌2
- 2015년 4월 3일 ~ 2015년 6월 5일 댄싱9 시즌3

### 방송
- 2019년 9월 2일 ~ 2019년 9월 7일 기억·록, 100년을 탐험하다 - 안창호 역

### 드라마
- 2017년 12월 6일 ~ 2018년 2월 8일 KBS2 《흑기사》 - 양승구 역
- 2019년 6월 1일 ~ TvN《아스달 연대기》 - 푸른거미 역
- 2020년 12월 18일 ~ 넷플릭스《스위트홈》 - 장님 괴물(연근이) 역[1]
- 2021년 2월 20일 ~ TvN《빈센조》 - 래리 강 역
- 2023년 9월 22일 ~ 넷플릭스《도적: 칼의 소리》 - 기무라 역[2]
- 2023년 11월 24일 ~ SBS《마이데몬》 - 기광철 역
- 2024년 4월 13일 ~ MBN《세자가 사라졌다》 - 갑석 역

### 공연
- 2019년 5월 17일 ~ 2019년 6월 30일 《뜨거운 여름》 - 대훈 외 역
- 2021년 5월 18일 ~ 2021년 8월 1일 《완벽한 타인》 - 페페 역
- 2022년 1월 8일 ~ 2022년 2월 20일 《그때도 오늘》 - 남자1 역
- 2024년 6월 8일 ~ 2024년 8월 18일 《꽃, 별이 지나》 - 정후 역

### 영화
- 2017년 11월 26일 JTBC 《전체관람가 (텔레비전 프로그램)》 7회 이명세 감독 단편영화 《그대 없이는 못 살아》 - 남자 역
- 2025년 7월 9일 《봄밤》 - 수환 역